# Pero me acuerdo de ti
Pero me acuerdo de ti – piosenka latin-popowa stworzona przez Rudy’ego Péreza na hiszpańskojęzyczny album studyjny amerykańskiej wokalistki Christiny Aguilery pt. Mi Reflejo (2000); cover piosenki Lourdes Robles z 1991 roku. Utwór, również wyprodukowany przez Péreza, wydany został jako czwarty singel promujący krążek w grudniu 2000 roku. W 2001 kompozycja została nominowana do nagrody Latin Grammy w kategorii najlepsze nagranie roku.
„Pero me acuerdo de ti” wydano w postaci airplayowego singla promocyjnego.

## Wydanie singla
Wydany w roku 2000, w przeciwieństwie do poprzednich singli Aguilery, „Pero me acuerdo de ti” nie odniósł sukcesu w zestawieniu amerykańskiego Billboardu Hot 100, spotkał się za to ze znacznie lepszym przyjęciem wśród społeczności latynoskiej, zajmując pozycje #1 w oficjalnych notowaniach Argentyny (trzy tygodnie z rzędu na miejscu pierwszym), Meksyku (sześć tygodni na szczycie), Urugwaju i Wenezueli, a także miejsce #8 na liście magazynu Billboard Hot Latin Tracks. Był też przebojem sztokholmskiej radiofonii.
Utwór posłużył za pierwszy singel z krążka Mi Reflejo, który nie był hiszpańskojęzycznym odpowiednikiem przeboju Aguilery z jej debiutanckiego albumu; trzy poprzednie single – „Genio atrapado”, „Por siempre tú” oraz „Ven conmigo (Solamente tú)”, to bowiem przeróbki piosenek „Genie in a Bottle”, „I Turn to You” i „Come on Over Baby (All I Want Is You)”.

## Opinie
Serwis internetowy Top10HM uwzględnił piosenkę w rankingu dziesięciu najlepszych singli Christiny Aguilery. Według redaktorów witryny the-rockferry.onet.pl, „Pero me acuerdo de ti” to jedna z czterdziestu najlepszych kompozycji nagranych przez Aguilerę w latach 1997–2010.

## Teledysk
Teledysk do utworu wyreżyserował Kevin G. Bray. Jego premiera nastąpiła w grudniu 2000 roku. Na ogół klipu składają się sceny, w których ubrana w fioletową suknię Aguilera śpiewa, siedząc pośrodku planu zdjęciowego. Wideoklip do utworu „Pero me acuerdo de ti”, opublikowany przez oficjalny kanał VEVO Christiny Aguilery w serwisie YouTube, został odtworzony trzysta milionów razy (stan na styczeń 2020).

### Współtwórcy
- Reżyseria: Kevin G. Bray[5]
- Zdjęcia: Eric Engler[5]
- Producent: Rhonda Vernet[5]
- Montaż: Robert Ivison[5]
- Wytwórnia: Satellite Films[5]

## Promocja i wykonania koncertowe
20 stycznia 2001 roku wokalistka była gwiazdą imprezy Caracas Pop Festival. W ramach koncertu, odbywającego się w stolicy Wenezueli, wykonała w sumie dwanaście piosenek, w tym „Pero me acuerdo de ti”. W drugiej połowie lutego 2001 Aguilera wystąpiła na 43. ceremonii wręczenia nagród Grammy w Staples Center w Los Angeles, wykonując medley piosenek „Pero me acuerdo de ti” i „Falsas esperanzas”.

## Lista utworów singla
Singel promocyjny
1. „Pero me acuerdo de ti” – 4:26
2. „Pero me acuerdo de ti” (Fransesco Pellicer Dance Club Remix)
3. „Pero me acuerdo de ti” (Extended Remix)
4. „Pero me acuerdo de ti” (Video-Enhanced Track)

### Oficjalne wersje
- „Main Version” – 4:26
- „Fransesco Pellicer Dance Club Remix”
- „Fransesco Pellicer Dance Radio Remix”

## Twórcy
- Główne wokale: Christina Aguilera
- Producent: Rudy Pérez
- Autor: Rudy Pérez
- Mixer: „Bassy” Bob Brockman, Mike Couzzi

## Pozycje na listach przebojów
| Kraj/region       | Notowanie (2000–2019)  | Wydawca                     | Najwyższa pozycja |
| ----------------- | ---------------------- | --------------------------- | ----------------- |
| Argentyna         | Top 100 Airplay        | CAPIF                       | 2                 |
| Argentyna         | Top 100 Singles        | CAPIF                       | 1                 |
| Brazylia          | Top 100 Singles        | Billboard Brasil            | 49                |
| Chile             | Top 100 Singles        | Nielsen Chile/IDERE/Monitec | 6                 |
| Hiszpania         | Top 40 Airplay         | PROMUSICAE/Music & Media    | 7                 |
| Hiszpania         | Top 50 Singles         | PROMUSICAE                  | 3                 |
| Meksyk            | Official Singles Chart | IFPI                        | 1                 |
| Peru              | Radio Top 100 Songs    | Top Charts                  | 10                |
| Peru              | Top 100 Singles        | IFPI                        | 6                 |
| Stany Zjednoczone | Hot Latin Tracks       | Billboard                   | 8                 |
| Stany Zjednoczone | Latin Pop Songs        | Billboard                   | 5                 |
| Stany Zjednoczone | Latin Tropical Songs   | Billboard                   | 7                 |
| Urugwaj           | Top 50 Singles         | IFPI                        | 1                 |
| Wenezuela         | Official Singles Chart | Record Report/IFPI          | 1                 |
| Włochy            | Top 50 Singles         | FIMI                        | 44                |

### Listy końcoworoczne
| Kraj/region       | Notowanie (2001) | Wydawca   | Pozycja |
| ----------------- | ---------------- | --------- | ------- |
| Argentyna         | Top 100 Singles  | CAPIF     | 5       |
| Stany Zjednoczone | Latin Pop Songs  | Billboard | 30      |